# Mario Celon
Mario Celon (Verona, 29 de agosto de 1959) es un deportista italiano que compitió en vela en las clases Flying Dutchman y Soling. Su hermano Claudio también compitió en vela.
Ganó una medalla de bronce en el Campeonato Mundial de Flying Dutchman de 1985 y una medalla de plata en el Campeonato Mundial de Soling de 1996.
Participó en tres Juegos Olímpicos de Verano, entre los años 1984 y 1996, ocupando el séptimo lugar en Los Ángeles 1984 en la clase Flying Dutchman.

## Palmarés internacional
| Campeonato Mundial | Campeonato Mundial | Campeonato Mundial | Campeonato Mundial |
| Año                | Lugar              | Medalla            | Clase              |
| ------------------ | ------------------ | ------------------ | ------------------ |
| 1985               | Gargnano (Italia)  | Medalla de bronce  | Flying Dutchman    |

| Campeonato Mundial | Campeonato Mundial | Campeonato Mundial | Campeonato Mundial |
| Año                | Lugar              | Medalla            | Clase              |
| ------------------ | ------------------ | ------------------ | ------------------ |
| 1996               | Punta Ala (Italia) | Medalla de plata   | Soling             |